# Orthochromis luichensis
Orthochromis luichensis är en fiskart som beskrevs av De Vos och Seegers, 1998. Orthochromis luichensis ingår i släktet Orthochromis och familjen Cichlidae. IUCN kategoriserar arten globalt som sårbar. Inga underarter finns listade i Catalogue of Life.